# Imperator (piroscafo 1886)
L'Imperator  fu un piroscafo da carico e trasporto passeggeri austro-ungarico rimasta in servizio fino al 1909.

## Storia

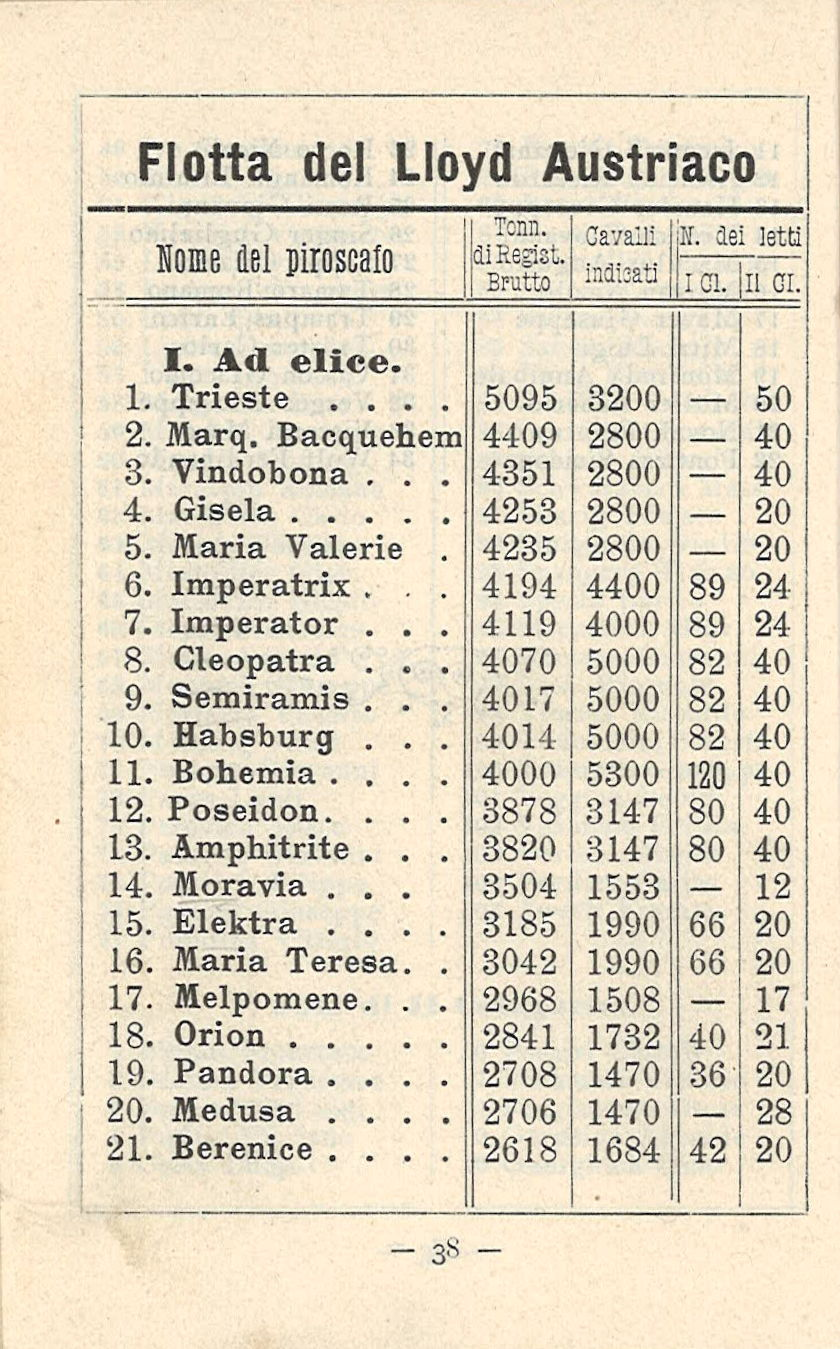
Dati dello Imperator (Almanacco di personale di cuccina e camere) dello Österreichischer Lloyd.

Il piroscafo Imperator, così come il gemello Imperatrix, fu costruito in acciaio preso l'Arsenale di Trieste su commissione dello Österreichischer Lloyd, e così battezzato in onore del Kaiser Francesco Giuseppe con il suo consenso. Impostato nel 1885,  venne varato il 26 settembre 1886 entrando in servizio in quel medesimo anno al comando del capitano C. Bechtinger,.  Il varo dell'Imperator fu una festa popolare ed il preludio ai festeggiamenti per il 50º anniversario della Dampfschifffahrts-Gesellschaft, la 2ª sezione dell'Österreichischer Lloyd. Dopo il varo si svolse nell'atrio del Lloyd Palace una cerimonia nella quale il più alto funzionario della compagnia, il progettista della nave J.B. von Tonello, lesse l'atto di dedizione alla presenza del direttore amministrativo, barone Carlo Marco Morpurgo de Nilma. La nave fu registrata presso il Lloyd's Register (1889-1890) con il numero 'I-53'. Presso la compagnia fu il successore del piroscafo a ruote Imperator, varato nel 1843 e dotato di apparato propulsore erogante la potenza di 160 CV.
La nave aveva un dislocamento 4.140 tonnellate di stazza lorda, disponeva di uno scafo dotato di sei paratie stagne e di un doppio fondo che poteva contenere 290 tonnellate d'acqua di zavorra, un cassero centrale, aveva velocità di 16 nodi con l'apparato motore, basato su una macchina alternativa a quattro cilindri a triplice espansione, che erogava la potenza di 4.000 CV e azionava una singola elica.
La nave poteva raggiungere una velocità massima di 15 nodi. Il locale caldaia e la sala macchine erano posizionati a centro nave, sopra la chiglia tra le stive.
L'Imperator era modernamente attrezzato, disponeva di una macchina per la produzione del ghiaccio, diverse pompe a vapore, un distillatore di vapore, quattro gru di carico azionate a vapore, uno spillo a ingranaggi a vapore, sistema Emerson & Walker per il sollevamento dell'ancora, un sistema di stivaggio automatico delle merci Baxtler, e dell'illuminazione elettrica.
La nave era equipaggiata come una goletta a tre alberi, con solo l'albero di trinchetto dotato di vele quadre e una vela aurica aggiuntiva. L'albero principale e l'albero di mezzana erano equipaggiati solo con le vele auriche e le vele superiori.
L'Imperator disponeva di 89 posti letto in prima classe sul ponte principale. Queste cabine erano a poppa e a centro nave. In seconda classe c'erano solo 24 posti letto. Queste cabine erano situate a lati di babordo e tribordo, tra quelle di prima classe e il castello di prua. Per i passeggeri vi erano due sale da pranzo separate per classe sul ponte principale e sale fumatori sul ponte superiore.
L'Imperator, così come l'Imperatrix, fu assegnato alle più prestigiose linea di collegamento con l'India, che attraverso il canale di Suez consentivano di raggiungere Bombay, in 18 giorni.
L'Imperator rimase in servizio fino al 1909, quando venne radiato e poi demolito.

### Annotazioni
1. ↑  Il dipinto è opera un artista che dipinse grandi navi a vela e a vapore e che visse a Trieste e a Dubrovnik. Basi Ivancovich non era solo un pittore di marina, ma anche un capitano di nave addestrato e poteva quindi portare la sua esperienza professionale nelle raffigurazioni delle navi.

### Fonti
1. ↑  Wrecksite.
2. 1 2  Lloyd's Register 1889, p. 90.
3. 1 2  Lloyd Tristino.
4. 1 2  Castiglioni 1922, p. 38.
5. 1 2 3  Publizistisches Bureau des Österreichischen Lloyd 1911, p. 85.
6. 1 2 3 4 5  Almanacco 1898, p. 39.
7. ↑  Cherini.